# Dendroma rufa
El ticotico ocráceo grande (Dendroma rufa) es una especie de ave paseriforme de la familia Furnariidae, una de las dos pertenecientes al género Dendroma, anteriormente colocada en Philydor. Es nativo del sureste de América Central y de América del Sur.

## Nombres comunes
Se le denomina también trepamusgo rojizo (en Costa Rica), hojarasquero ocráceo (en Colombia), ticotico grande (en Argentina), tico-tico rojizo (en Venezuela), limpiafronda frentianteada (en Ecuador y Panamá), limpia-follaje de frente anteada (en Perú), carpintero gateador o limpiafronda frentiblanco,

## Distribución y hábitat
Se distribuye de forma amplia pero bastante fragmentada: en las tierras altas de Costa Rica y oeste de Panamá, en el norte y centro sur de Venezuela, en la región andina desde Colombia, por Ecuador, Perú, hasta el centro de Bolivia, y desde el centro oeste y este de Brasil hacia el sur, por el este de Paraguay, hasta el extremo noreste de Argentina y sur de Brasil.
Esta especie es considerada localmente bastante común en sus hábitats naturales, el sub-dosel y los bordes de selvas húmedas de estribaciones montañosas y montanas bajas de las regiones andinas y adyacencias, y los bosques húmedos y en galería, hasta altitudes de 1800 m.

## Descripción
Mide entre 18 y 19 cm de longitud y pesa entre 25 y 36 g. Tiene la cola larga y la frente contrastante y rectrices puntiagudas. En el sureste tiene la frente y una amplia lista superciliar de color pardo amarillento, corona y banda pos-ocular grises; por arriba es pardo oliváceo con las alas y la cola rufas. Por abajo es pardo amarillento uniforme. Las aves andinas son más apagadas, con menos contraste en el patrón de la cabeza y menos pardo amarillento en la frente; en la pendiente occidental, las aves son menores y más oscura en general, excepto en la garganta, y tienen pico más pálido.

## Comportamiento
Anda solitario o en pareja, frecuentemente acompañando bandada mixtas. Suele permanecer en lo semiabierto del bosque, saltando y hurgando en ramas horizontales, algunas veces en el follaje terminal de las mismas.

### Alimentación
Se alimenta de insectos y sus larvas y arañas y sus huevos.

### Reproducción
Su nido es una madriguera excavada en un barranco o en un hueco de algún árbol. Macho y hembra construyen un túnel de aproximadamente 105 cm de largo y 5 a 10 cm de diámetro, que cubre con fibras vegetales y en cuya profundidad la hembra pone los huevos. Han sido encontrados dos polluelos en el nido.

### Vocalización
El canto es una serie rápida de notas agudas y metálicas, descendientes, algo como: «jui-ki-ki-ke-ke-ke-kuh-kuh».

## Sistemática

### Descripción original
La especie D. rufa fue descrita por primera vez por el naturalista francés Louis Pierre Vieillot en 1818 bajo el nombre científico Dendrocopus rufus; su localidad tipo es: «Rio de Janeiro, Brasil».

### Etimología
El nombre genérico femenino «Dendroma» se compone de las palabras del griego «dendros» que significa ‘árbol’, y «dromos» que significa ‘corredor’; y el nombre de la especie «rufa», proviene del latín «rufus» que significa ‘rojo’.

### Taxonomía
Anteriormente colocada en el género Philydor, esta especie es hermana de Dendroma erythroptera; estudios genéticos recientes sugirieron que el par formado por ambas es hermano del género Ancistrops y que juntas no están ni cercanamente emparentadas con Philydor pero cercanas al clado formado por Clibanornis y Automolus. La solución encontrada fue separar estas dos especies en un género resucitado Dendroma bajo los nombres de Dendroma rufa y Dendroma erythroptera, ya que el género es femenino. El Comité de Clasificación de Sudamérica (SACC) aprobó esta separación en la Propuesta N° 819.
La identidad racial de la población del centro de Falcón (noroeste de Venezuela) es incierta; se presume que pertenezca a la subespecie columbiana. La subespecie nominal varía clinalmente en tamaño, con las aves menores en el lejano sur.

### Subespecies
Según las clasificaciones del Congreso Ornitológico Internacional (IOC) y Clements Checklist/eBird, se reconocen siete subespecies, con su correspondiente distribución geográfica:
- Dendroma rufa panerythra P.L. Sclater, 1862 – tierras altas de Costa Rica y oeste de Panamá (al este hasta el oeste de Chiriquí y Bocas del Toro), y en los Andes centrales y orientales de Colombia (Antioquia, Caldas, y pendiente occidental desde Santander al sur hasta Cundinamarca; también en la Serranía de San Lucas).
- Dendroma rufa columbiana Cabanis & Heine Sr., 1860 – norte de Venezuela en el centro de Falcón (Sierra de San Luis) y en la cordillera de la Costa  (Yaracuy, y Carabobo al este hasta Miranda).
- Dendroma rufa cuchiverus Phelps, Sr & William Phelps Tucker, 1949 – Cerro Calentura (norte de Amazonas) y Cerro El Negro (noroeste de Bolívar), en el sur de Venezuela.
- Dendroma rufa riveti Ménégaux & Hellmayr, 1906 – Andes occidentales desde Colombia (al sur desde el centro de Chocó) hacia el sur hasta el noroeste de Ecuador (al sur hasta Pichincha, también en El Oro).|
- Dendroma rufa boliviana Berlepsch, 1907 – piedemontes de la pendiente oriental desde Ecuador (al sur desde el oeste de Napo) al sur hasta el centro de Bolivia (al sur hasta Chuquisaca).
- Dendroma rufa chapadense J.T. Zimmer, 1935 – suroeste de Brasil (Mato Grosso, sur de Goiás; registrado también en el extremo sur de Tocantins).
- Dendroma rufa rufa (Vieillot, 1818) – este y sureste de Brasil (sureste de Bahía, Minas Gerais y Espírito Santo al sur hasta el sur de Mato Grosso do Sul y norte de Rio Grande do Sul), este de Paraguay y noreste de Argentina (Misiones, noreste de Corrientes).